# Achensee

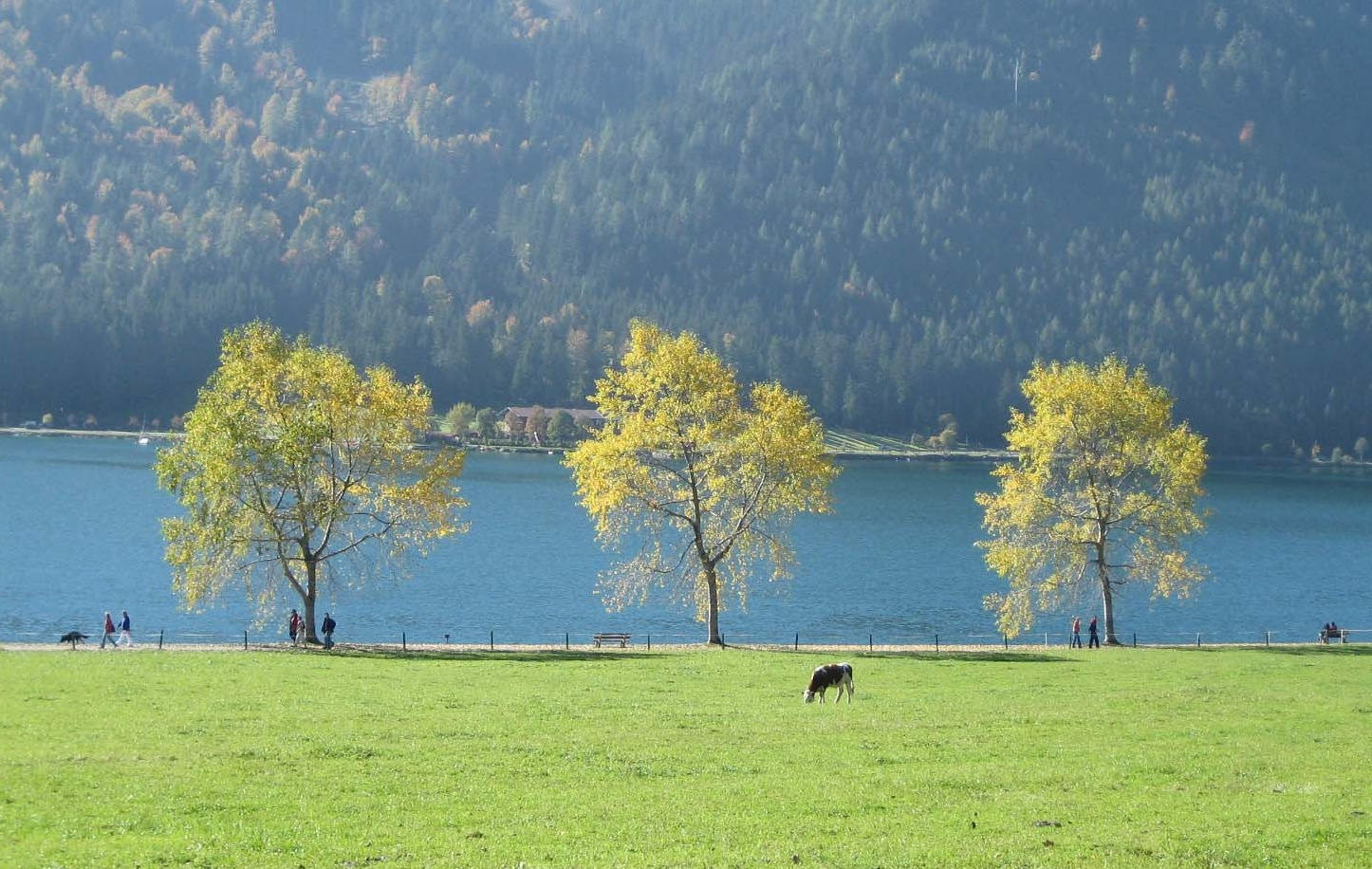
Achensee a la tardor.

L'Achensee és un llac del Tirol, Àustria, al nord de Jenbach. És el llac més llarg de l'estat federal i té una profunditat màxima de 133 metres. Achensee té una llargària màxima de 9,4 km i una amplitud màxima d'un 1 km; el llac s'estén en una àrea total de 6,8 km². Està situat a una altura de 929 m sobre el nivell del mar i a 350 m per damunt de la vall de l'Inn. Juntament amb la vall d'Achental, separa la serralada de Karwendel a l'oest i els alps de Brandenberg a l'est.
La qualitat de l'aigua és a prop de ser potable, amb una visibilitat de fins a 10 metres sota la superfície. Es tracta d'un llac alpí, i la temperatura de l'aigua és, conseqüentment, baixa, rarament per sobre els 20 °C. Compleix les condicions adequades de mida i vent per poder practicar el surf. A les ribes del llaç hi ha els centres turístics de Maurach i de Pertisau.